# Konstandinos Kiassos
Kostas Kiassos (en grec Κώστας Κιάσσος; 13 de desembre de 1975, Khanià, Grècia) és un futbolista grec, que ocupa la posició de defensa.
Ha militat en diversos equips del seu país, com l'OFI Creta, el Panathinaikos FC o el Panionios FC, entre d'altres. Fora de Grècia, ha jugat amb l'Anorthosis xipriota i amb el CD Numancia de la competició espanyola.